# Мірошниченко Григорій Костянтинович
Григорій Костянтинович Мірошниченко (17 серпня 1911, тепер Кобеляцького району Полтавської області — 2002, місто Коростишів Житомирської області) — український радянський діяч, голова колгоспу імені Шевченка Сарненського району Рівненської області. Депутат Верховної Ради СРСР 7—8-го скликань.

## Біографія
Закінчив учительський технікум. З 1932 року — на педагогічній роботі.
Член ВКП(б) з 1940 року.
Під час німецько-радянської війни служив у Червоній армії.
У 1944—1952 роках — інструктор, секретар декількох районних комітетів КП(б)У Ровенської області.
Закінчив Луцький педагогічний інституту і Вищу партійну школу при ЦК КПУ.
У серпні 1952 — 1955 року — 1-й секретар Степанського районного комітету КПУ Ровенської області.
У 1955—1972 роках — голова колгоспу імені Шевченка села Корост Степанського (потім — Сарненського) району Ровенської області.
Потім — на пенсії в місті Коростишеві Житомирської області. Працював лектором Коростишівського районного комітету КПУ Житомирської області.

## Нагороди
- орден Леніна
- орден Жовтневої Революції
- орден Трудового Червоного Прапора (26.02.1958)
- медалі